# Ipeľské Úľany
Ipeľské Úľany (Hongaars: Ipolyfödémes) is een Slowaakse gemeente in de regio Nitra, en maakt deel uit van het district Levice.
Ipeľské Úľany telt 305 inwoners.